# Vuelta a Suiza 2003
La Vuelta a Suiza 2003 fue la 67.ª edición de la carrera, que se disputó entre el 16 y el 25 de junio de 2003, para un recorrido total de 1444,8 km con salida en Egerkingen y llegada a Aarau. El kazajo Aleksandr Vinokurov del equipo Team Telekom se adjudicó la carrera con un tiempo de 36h38'58".

## Etapas
| Etapa | Fecha       | Recorrido                   | km   | Vencedor de la etapa | Líder                |
| ----- | ----------- | --------------------------- | ---- | -------------------- | -------------------- |
| Prol. | 16 de junio | Egerkingen (CRI)            | 7    | Fabian Cancellara    | Fabian Cancellara    |
| 1.ª   | 17 de junio | Egerkingen > Le Locle       | 163  | Aleksandr Vinokurov  | Aleksandr Vinokurov  |
| 2.ª   | 18 de junio | Murten > Nyon               | 175  | Robbie McEwen        | Aleksandr Vinokurov  |
| 3.ª   | 19 de junio | Nyon > Saas Fee             | 205  | Francesco Casagrande | Aleksandr Vinokurov  |
| 4.ª   | 20 de junio | Visp > Losone               | 168  | Sandy Casar          | Aleksandr Vinokurov  |
| 5.ª   | 21 de junio | Ascona > La Punt Chamues-ch | 178  | Francesco Casagrande | Francesco Casagrande |
| 6.ª   | 22 de junio | Silvaplana > Silvaplana     | 135  | Óscar Pereiro        | Francesco Casagrande |
| 7.ª   | 23 de junio | Savognin > Oberstaufen      | 231  | Serguéi Yákovlev     | Francesco Casagrande |
| 8.ª   | 24 de junio | Gossau > Gossau (CRI)       | 32,5 | Bradley McGee        | Aleksandr Vinokurov  |
| 9.ª   | 25 de junio | Stäfa > Aarau               | 152  | Baden Cooke          | Aleksandr Vinokurov  |

## Detalles de la etapa

### Prólogo
- 16 de junio: Egerkingen – Cronometro individuale – 7 km[1]

Resultados
| Pos. | Corredor          | Equipo        | Tiempo |
| ---- | ----------------- | ------------- | ------ |
| 1    | Fabian Cancellara | Fassa Bortolo | 8'46"  |
| 2    | Óscar Pereiro     | Phonak        | a 2"   |
| 3    | Bradley McGee     | FDJ           | s.t.   |

| Pos. | Corredor          | Equipo        | Tiempo |
| ---- | ----------------- | ------------- | ------ |
| 1    | Fabian Cancellara | Fassa Bortolo | 8'46"  |
| 2    | Óscar Pereiro     | Phonak        | a 2"   |
| 3    | Bradley McGee     | FDJ           | s.t.   |

### 1.ª etapa
- 17 de junio: Egerkingen > Le Locle – 163 km[2]

Resultados
| Pos. | Corredor            | Equipo         | Tiempo   |
| ---- | ------------------- | -------------- | -------- |
| 1    | Aleksandr Vinokurov | Team Telekom   | 4h13'43" |
| 2    | Serguéi Ivanov      | Fassa Bortolo  | s.t.     |
| 3    | Miguel Perdiguero   | Domina Vacanze | a 2"     |

| Pos. | Corredor            | Equipo       | Tiempo   |
| ---- | ------------------- | ------------ | -------- |
| 1    | Aleksandr Vinokurov | Team Telekom | 4h22'29" |
| 2    | Bradley McGee       | FDJ          | a 4"     |
| 3    | Óscar Pereiro       | Phonak       | a 10"    |

### 2.ª etapa
- 18 de junio: Murten > Nyon – 175 km[3]

Resultados
| Pos. | Corredor       | Equipo          | Tiempo   |
| ---- | -------------- | --------------- | -------- |
| 1    | Robbie McEwen  | Lotto-Domo      | 4h03'10" |
| 2    | Julian Dean    | Team CSC        | s.t.     |
| 3    | Stuart O'Grady | Crédit Agricole | s.t.     |

| Pos. | Corredor            | Equipo       | Tiempo   |
| ---- | ------------------- | ------------ | -------- |
| 1    | Aleksandr Vinokurov | Team Telekom | 8h25'39" |
| 2    | Bradley McGee       | FDJ          | a 3"     |
| 3    | Óscar Pereiro       | Phonak       | a 10"    |

### 3.ª etapa
- 19 de junio: Nyon > Saas Fee – 205 km[4]

Resultados
| Pos. | Corredor             | Equipo        | Tiempo   |
| ---- | -------------------- | ------------- | -------- |
| 1    | Francesco Casagrande | Lampre        | 5h10'38" |
| 2    | Kim Kirchen          | Fassa Bortolo | a 13"    |
| 3    | Aleksandr Vinokurov  | Team Telekom  | a 18"    |

| Pos. | Corredor             | Equipo       | Tiempo    |
| ---- | -------------------- | ------------ | --------- |
| 1    | Aleksandr Vinokurov  | Team Telekom | 13h36'29" |
| 2    | Francesco Casagrande | Lampre       | a 6"      |
| 3    | Bradley McGee        | F. des Jeux  | a 16"     |

### 4.ª etapa
- 20 de junio: Visp > Losone – 168 km[5]

Resultados
| Pos. | Corredor       | Equipo          | Tiempo   |
| ---- | -------------- | --------------- | -------- |
| 1    | Sandy Casar    | F. des Jeux     | 4h05'01" |
| 2    | Kim Kirchen    | Fassa Bortolo   | s.t.     |
| 3    | Stuart O'Grady | Crédit Agricole | s.t.     |

| Pos. | Corredor             | Equipo       | Tiempo    |
| ---- | -------------------- | ------------ | --------- |
| 1    | Aleksandr Vinokurov  | Team Telekom | 17h41'30" |
| 2    | Francesco Casagrande | Lampre       | a 6"      |
| 3    | Bradley McGee        | F. des Jeux  | a 16"     |

### 5.ª etapa
- 21 de junio: Ascona > La Punt Chamues-ch – 178 km[6]

Resultados
| Pos. | Corredor             | Equipo       | Tiempo   |
| ---- | -------------------- | ------------ | -------- |
| 1    | Francesco Casagrande | Lampre       | 5h09'34" |
| 2    | Aleksandr Vinokurov  | Team Telekom | a 39"    |
| 3    | Alexandre Moos       | Phonak       | a 47"    |

| Pos. | Corredor             | Equipo       | Tiempo    |
| ---- | -------------------- | ------------ | --------- |
| 1    | Francesco Casagrande | Lampre       | 22h51'00" |
| 2    | Aleksandr Vinokurov  | Team Telekom | a 37"     |
| 3    | Alexandre Moos       | Phonak       | a 1'25"   |

### 6.ª etapa
- 22 de junio: Silvaplana > Silvaplana – 135 km[7]

Resultados
| Pos. | Corredor      | Equipo        | Tiempo   |
| ---- | ------------- | ------------- | -------- |
| 1    | Óscar Pereiro | Phonak        | 5h04'07" |
| 2    | Jan Ullrich   | Team Bianchi  | a 1'14"  |
| 3    | Kim Kirchen   | Fassa Bortolo | a 1'17"  |

| Pos. | Corredor             | Equipo       | Tiempo    |
| ---- | -------------------- | ------------ | --------- |
| 1    | Francesco Casagrande | Lampre       | 26h31'57" |
| 2    | Aleksandr Vinokurov  | Team Telekom | a 37"     |
| 3    | Alexandre Moos       | Phonak       | a 1'25"   |

### 7.ª etapa
- 23 de junio: Savognin > Oberstaufen  – 231 km[8]

Resultados
| Pos. | Corredor         | Equipo       | Tiempo   |
| ---- | ---------------- | ------------ | -------- |
| 1    | Serguéi Yákovlev | Team Telekom | 5h53'08" |
| 2    | Marcus Zberg     | Gerolsteiner | a 1'02"  |
| 3    | Daniel Schnider  | Phonak       | s.t.     |

| Pos. | Corredor             | Equipo       | Tiempo    |
| ---- | -------------------- | ------------ | --------- |
| 1    | Francesco Casagrande | Lampre       | 32h29'07" |
| 2    | Aleksandr Vinokurov  | Team Telekom | a 37"     |
| 3    | Alexandre Moos       | Phonak       | a 1'25"   |

### 8.ª etapa
- 24 de junio: Gossau > Gossau – CRI – 32,5 km[9]

Resultados
| Pos. | Corredor      | Equipo       | Tiempo |
| ---- | ------------- | ------------ | ------ |
| 1    | Bradley McGee | F. des Jeux  | 42'20" |
| 2    | Uwe Peschel   | Gerolsteiner | a 24"  |
| 3    | Jan Ullrich   | Team Bianchi | a 51"  |

| Pos. | Corredor             | Equipo       | Tiempo    |
| ---- | -------------------- | ------------ | --------- |
| 1    | Aleksandr Vinokurov  | Team Telekom | 33h13'17" |
| 2    | Francesco Casagrande | Lampre       | a 15"     |
| 3    | Giuseppe Guerini     | Team Telekom | a 1'12"   |

### 9.ª etapa
- 25 de junio: Stäfa > Aarau – 152 km[10]

Resultados
| Pos. | Corredor       | Equipo      | Tiempo   |
| ---- | -------------- | ----------- | -------- |
| 1    | Baden Cooke    | F. des Jeux | 3h25'41" |
| 2    | Alexandre Moos | Phonak      | s.t.     |
| 3    | Julian Dean    | Team CSC    | s.t.     |

| Pos. | Corredor            | Equipo       | Tiempo    |
| ---- | ------------------- | ------------ | --------- |
| 1    | Aleksandr Vinokurov | Team Telekom | 36h38'58" |
| 2    | Giuseppe Guerini    | Team Telekom | a 1'14"   |
| 3    | Óscar Pereiro       | Phonak       | a 1'28"   |

## Clasificaciones finales

### Clasificación general
| Pos. | Corredor            | Equipo        | Tiempo    |
| ---- | ------------------- | ------------- | --------- |
| 1    | Aleksandr Vinokurov | Team Telekom  | 36h38'58" |
| 2    | Giuseppe Guerini    | Team Telekom  | a 1'14"   |
| 3    | Óscar Pereiro       | Phonak        | a 1'28"   |
| 4    | Kim Kirchen         | Fassa Bortolo | a 1'46"   |
| 5    | Tadej Valjavec      | Fassa Bortolo | a 1'55"   |
| 6    | Alexandre Moos      | Phonak        | a 2'10"   |
| 7    | Jan Ullrich         | Team Bianchi  | a 2'27"   |
| 8    | Sven Montgomery     | Fassa Bortolo | a 2'29"   |
| 9    | Ondřej Sosenka      | CCC Polsat    | a 4'14"   |
| 10   | Tomasz Brozyna      | CCC Polsat    | a 6'17"   |

### Clasificación de la montaña
| Pos. | Corredor            | Equipo         | Puntos |
| ---- | ------------------- | -------------- | ------ |
| 1    | Filippo Simeoni     | Domina Vacanze | 41     |
| 2    | Seweryn Kohut       | CCC Polsat     | 36     |
| 3    | Aleksandr Vinokurov | Team Telekom   | 32     |
| 4    | Daniel Schnider     | Phonak         | 24     |
| 5    | Massimo Giunti      | Domina Vacanze | 23     |

### Clasificación por puntos
| Pos. | Corredor            | Equipo          | Puntos |
| ---- | ------------------- | --------------- | ------ |
| 1    | Aleksandr Vinokurov | Team Telekom    | 73     |
| 2    | Alexandre Moos      | Phonak          | 56     |
| 3    | Kim Kirchen         | Fassa Bortolo   | 51     |
| 4    | Julian Dean         | Team CSC        | 47     |
| 5    | Stuart O'Grady      | Crédit Agricole | 46     |

### Clasificaciones de las metas volantes
| Pos. | Corredor          | Equipo       | Puntos |
| ---- | ----------------- | ------------ | ------ |
| 1    | Daniel Schnider   | Phonak       | 24     |
| 2    | Peter Wuyts       | Palmans      | 20     |
| 3    | Jurgen Van Goolen | Quick Step   | 18     |
| 4    | Bradley McGee     | F. des Jeux  | 10     |
| 5    | Steffen Wesemann  | Team Telekom | 6      |

### Clasificación por equipos
| Pos. | Equipo              | Tiempo     |
| ---- | ------------------- | ---------- |
| 1    | Fassa Bortolo       | 110h00'32" |
| 2    | Phonak Cycling Team | a 1'53"    |
| 3    | Team Telekom        | a 5'29"    |
| 4    | CCC-Polsat          | a 12'56"   |
| 5    | fdjeux.com          | a 28'20"   |